# أب تشندر تشيلو (للر وكتك)
أب تشندر تشيلو (بالفارسية: آب‌چندار) هي منطقة سكنية تقع في إيران في قسم للر وكتك الريفي. يقدر عدد سكانها بـ 143 نسمة .